# Etchojoa

Etchojoa é um município do estado de Sonora, no México.